# Ерлінг Кіттельсен
Ерлінг Кіттельсен (норв. Erling Kittelsen; 10 квітня 1946) — норвезький письменник, драматург, перекладач, лауреат багатьох літературних премій.

## Життєпис
К. вивчав норвезьку мову, філософію і релігійну феноменологію. Дебютував 1970 року збіркою віршів «Ville fugler». Автор низки поетичних збірок, п'єс, дитячих книжок, наукових досліджень.
Цікавиться міфологією, намагається відшукувати паралелі в епосах різних народів, що часто знаходить відображення у його творчості.
Тричі приїжджав в Україну, відвідував Форум видавців у Львові і Мистецький фестиваль «Ї» у Тернополі.

## Переклади українською
- Кіттельсен Е. Вірш як місто / Пер. В. Рудич. — Тернопіль : Крок, 2017. — 72 с.